# K2 – Kill Me Kiss Me
K2 – Kill Me Kiss Me (K2-케이투-, Kei Tu) ist eine Manhwa-Serie von Lee Young-You. Sie erschien in Südkorea von 2000 bis 2002 und wurde in mehrere Sprachen übersetzt. Das Werk handelt von Jugendlichen aus Schlägerbanden mehrerer koreanischer Oberschulen, deren Konflikten und ihrer Liebe zu Mitschülerinnen. Es ist in die Genres Drama und Romantik einzuordnen.

## Handlung
Um ihrem Schwarm, dem Modell Kun Kang, näher zu kommen, tauscht die Oberschülerin Taeyeun mit ihrem Cousin Jeonghu die Rollen. Der sieht ihr sehr ähnlich und geht zusammen mit Kun auf die gleiche Klasse der Cheongsu-Oberschule. Also soll Jeonghu als sie verkleidet eine Woche lang ihre Rolle einnehmen, während Taeyeun als Jeonghu Kun näher kommen will. Doch auf der Cheongsu muss das Mädchen feststellen, dass ihr Cousin sich mit dem Klub des Schulschlägers Kaun angelegt hat, der sie gleich am ersten Tag zusammenschlägt. Zudem ist Kaun auch noch eng mit Kun befreundet. Während Jeonghu nun an ihrer statt einen recht ruhigen Schulalltag verlebt, muss Taeyeun mit Kaun zurechtkommen und versucht dabei dennoch, ihrem Ziel Kun näher zu kommen. Kaun währenddessen findet immer mehr Gefallen an Jeonghu und will ihn in seinen Klub aufnehmen. Er fragt sich sogar, ob er sich nicht in ihn verliebt hat. Während sie sich noch kennenlernen, eskaliert ein Streit mit der Bande von „Dr Lee“, in den durch den Rollentausch auch Jeonghu mit hineingezogen wird. Bei einem Kampf wird Taeyeun von Kaun gerettet, der dabei erkennt, dass sie ein Mädchen ist. Danach werden die beiden ein Paar, denn auch Taeyeun merkt, dass sie ihn eigentlich lieber mag als Kun.
Nachdem der Rollentausch beendet ist, wird Jeonghu beim Fanfiction-Klub seiner Klasse beliebt, dessen Mädchen sich vor allem für Geschichten über hübsche Junges interessieren – vor da er bald selbst als einer der hübschesten Jungs der Klasse bei ihnen gilt, neben Kaun und Kun. Davon unbeeindruckt prügelt sich Jeonghu immer wieder und trifft dabei auf Kyumin. Das kräftige, temperamentvolle Mädchen teilt in ihrer Freizeit auch gern aus, spielt in der Schule aber gegenüber allen die brave Schülerin. Zunächst hat sie Angst, dass Jeonghu ihr verheimlichtes Ich verrät. Als der sie aber nie wiedererkennt, ärgert sie sich bald mehr darüber und ist schließlich in ihn verliebt. Doch dann wird sie in Konflikt mit den Schlägern der Irwon-Schule hineingezogen, mit denen sich Jeonghu angelegt hatte, als sie ihn verteidigen will. Dessen Chef Kunham Choi ist berüchtigt und schlägt Jeonghu schließlich so zusammen, dass der mehrere Wochen im Krankenhaus bleiben muss. So gehen sie später auch auf Kyumin los. Kunham Choi zwingt sie, seine Freundin zu werden, sonst würde er Jeonghu wieder schlagen. In ihrer Rolle als Kunhams Freundin wird bald Lin Lee auf sie eifersüchtig. Der niedlichen Tochter einer Mafia-Familie verfiel bisher jeder Junge an der Schule – die sie allesamt abwies – nur Jeonghu und Kunham nicht. So versucht sie, Kyumin und ihren Fanfictionklub unter Druck zu setzen und sich bei den beiden Jungen beliebt zu machen, die sich jedoch nicht für sie interessieren. Bald gesteht Kunham Kyumin, dass er sie schon lange kennt und ebenso lang in sie verliebt ist. Währenddessen zeigt Jeonghu eine überraschend menschliche Seite, als er einen Hund auf dem Schulgelände verpflegt. Als der verschwunden ist, bricht Jeonghu bei der Suche vor Erschöpfung zusammen.
Kyumin und auf ihr Drängen hin auch Kunham kümmern sich um Jeonghu und finden mit Kunhams Bande auch den Hund. Seitdem kommt Jeonghu, der allein lebt, immer wieder ungebeten zu Kunham und seiner Bande zu Besuch. Schließlich wird er bei ihnen aufgenommen, trotz Kunhams Widerwillen, da sie Verstärkung brauchen. Denn der Boss der konkurrierenden Bande von der Guwon-Schule, Bogchil Kang, ist aus Japan zurückgekehrt und will Kunham angreifen. Er wird dabei unterstützt von Lin Lee, die sich damit erhofft sich Kunham gefügig machen zu können. Auch Kyumins verheimlichte Kraft und ihre Prügeleien lässt Lin vor ihren Freunden auffliegen. Die stört das jedoch nicht, sie freuen sich eher über ein kräftiges Mädchen in ihren Reihen – und zugleich dass Jeonghu ihrem Fanfiction-Klub beitritt. Nachdem Kyumin ein Date mit ihn hatte, merkt sie jedoch langsam, dass sie sich nun in Kunham verliebt hat. Der unterstützt sie, wie auch Jeonghu, bei einem Event des Fanfiction-Klubs. Kurz danach kommt es zur Konfrontation mit der Bande der Guwon-Schule, die Kunham erniedrigen und seine Untergebenen und Jeonghu schwer verletzen. Doch als sie aus dem Krankenhaus entlassen werden, können sie mit Kyumins Unterstützung Bogchil Kang besiegen. Danach werden Kunham und Kyumin ein echtes Paar.

## Veröffentlichung
Die Serie erschien zunächst im Magazin Issue von 2000 bis 2002. Dessen Verlag Daiwon C.I. brachte die Kapitel auch gesammelt in fünf Bänden heraus. Eine deutsche Übersetzung erschien von März bis Oktober 2004 bei Egmont Manga und Anime. Eine englische Fassung wurde von Tokyopop und Madman Entertainment veröffentlicht, eine französische von Saphira und eine schwedische bei B. Wahlströms Bokförlag AB.